# Poletna noč (extended play)
Poletna noč je osmi extended play slovenske popevkarice Marjane Deržaj.

## Seznam pesmi

### A-stran
| Št. | Naslov        | Pisec                                             | Dolžina |
| --- | ------------- | ------------------------------------------------- | ------- |
| 1.  | „Poletna noč‟ | Mojmir Sepe/Elza Budau/Mojmir Sepe                | 3:05    |
| 2.  | „Monsieur‟    | Vito Pallavicini/Svetlana Makarovič/Milan Mihelič | 2:47    |

### B-stran
| Št. | Naslov           | Pisec                                     | Dolžina |
| --- | ---------------- | ----------------------------------------- | ------- |
| 1.  | „Dixieland Band‟ | Bernie Hanighen/Veno Taufer/Mario Rijavec | 3:09    |
| 2.  | „Suki-Yaki‟      | Ei Rokusuke/Gregor Strniša/Milan Mihelič  | 3:21    |

## Zasedba
- Marjana Deržaj - vokal
- Ljubljanski jazz ansambel - glasbena spremljava